# Houtave
Houtave is een dorp in de Belgische provincie West-Vlaanderen en een deelgemeente van Zuienkerke. Het is een polderdorp, in het platteland tussen de stad Brugge en de kust. Houtave was een zelfstandige gemeente tot aan de gemeentelijke herindeling van 1977.

## Geschiedenis
De kern van Houtave is mogelijk in de 9e eeuw ontstaan op een relatief hoge plaats in het toenmalige veengebied. Door ontwatering en mineralisatie kwam het gebied uiteindelijk laag te liggen ten opzichte van zijn omgeving. Toch bleef er bewoning bestaan, wat Houtave tot één der eerste permanent bewoonde kernen in het West-Vlaams polderland zou maken. Iets ten noorden van Houtave liep de Noordede in de richting van Oostende. Geleidelijk aan werden in noordelijke richting polders drooggelegd waarop ook Nieuwmunster zou ontstaan. In 1003 werd Houtave voor het eerst schriftelijk vermeld als Hovtawa (met hout gegroeide grond). Een kerkje zou al omstreeks 900 zijn gebouwd, een parochie wordt vermeld in 961. Vanaf de 11e eeuw behoorde Houtave bij het ambacht Vincx, samen met Nieuwmunster, Klemskerke en Vlissegem, onderdeel van het Brugse Vrije.
In 1221 komt het patronaatsrecht van de parochie aan de Sint-Andriesabdij. Omstreeks 1400 werd een gotisch kerkgebouw opgericht en een kapittel gesticht. Veel grote hoeven ion de omgeving waren eigendom van Brugse instellingen. Vanaf de 14e eeuw werden in Houtave paarden gefokt, die onder andere door de stad Brugge werden gebruikt.
Eind 15e eeuw had de omgeving te lijden van de Vlaamse Opstand tegen Maximiliaan, en einde 16e eeuw van de godsdienstoorlogen. De kerk werd vernield en in de 17e eeuw hersteld.
In 1765 werd de Oostendse Steenweg aangelegd (de tegenwoordige N9) welke vlak ten noorden van Houtave loopt.
In 1896 vestigden zich de Zusters van de Heilige Vincentius a Paulo uit Lendelede, welke een school stichtten.
Tijdens de Eerste Wereldoorlog trokken veel Duitse troepen via Houtave naar het IJzerfront, en ook werd de Flügplatz Neumünster aangelegd, een militair vliegveld. Dit vliegveld werd in oktober 1918 door de geallieerden weggebombardeerd. Tijdens de Tweede Wereldoorlog werden enkele bunkers gebouwd, onder meer bij Strooienhaan.
In 1993 werd het centrum met landelijke omgeving geklasseerd als beschermd dorpsgezicht.
De Houtavemolen, de Houtavese standerdmolen van 1796, werd in 1981 afgebroken onder protest van de toenmalige veldwachter en in Wannegem-Lede heropgebouwd. Ze wordt daar Schietsjampettermolen genoemd.

## Demografische ontwikkeling
- Bronnen:NIS, Opm:1831 tot en met 1970=volkstellingen; 1976 = inwoneraantal op 31 december

## Bezienswaardigheden
- De Sint-Bavo en Sint-Machutuskerk
- Kerkhof van Houtave
- De dorpskom werd in 1993 tot beschermd dorpsgezicht bepaald.

## Natuur en landschap
Houtave ligt in het West-Vlaams poldergebied op een hoogte van ongeveer 2 meter. Het is een klein landbouwdorp te midden van uitgestrekt polderland. Ten noorden van Houtave loopt de Noordede.

## Politiek
Tot de gemeentelijke fusie van 1977 had Houtave een eigen gemeentebestuur en burgemeester. De laatste burgemeester was Joseph Dewulf.

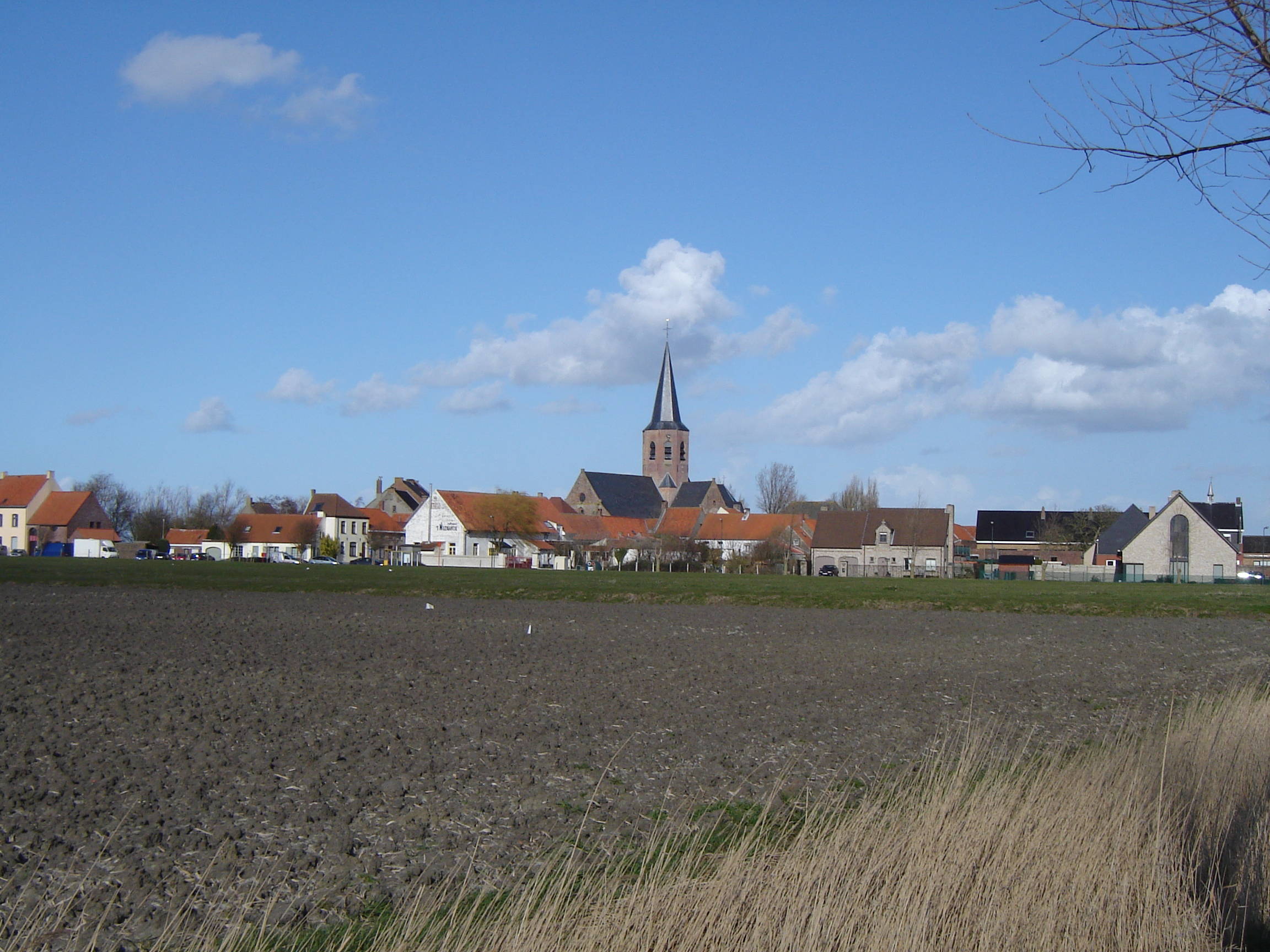
Uitzicht op Houtave
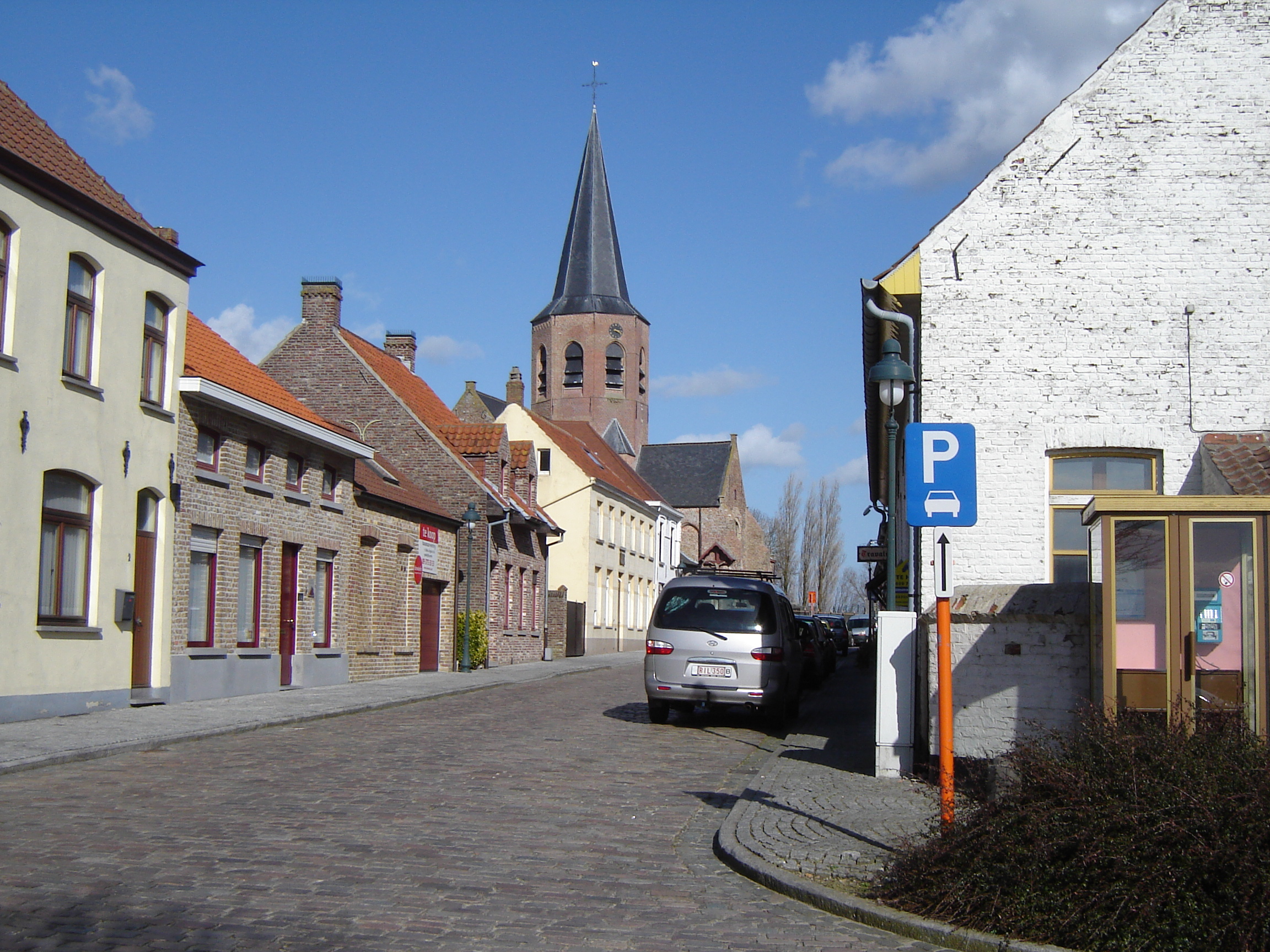
Kerkhofstraat naar de kerk
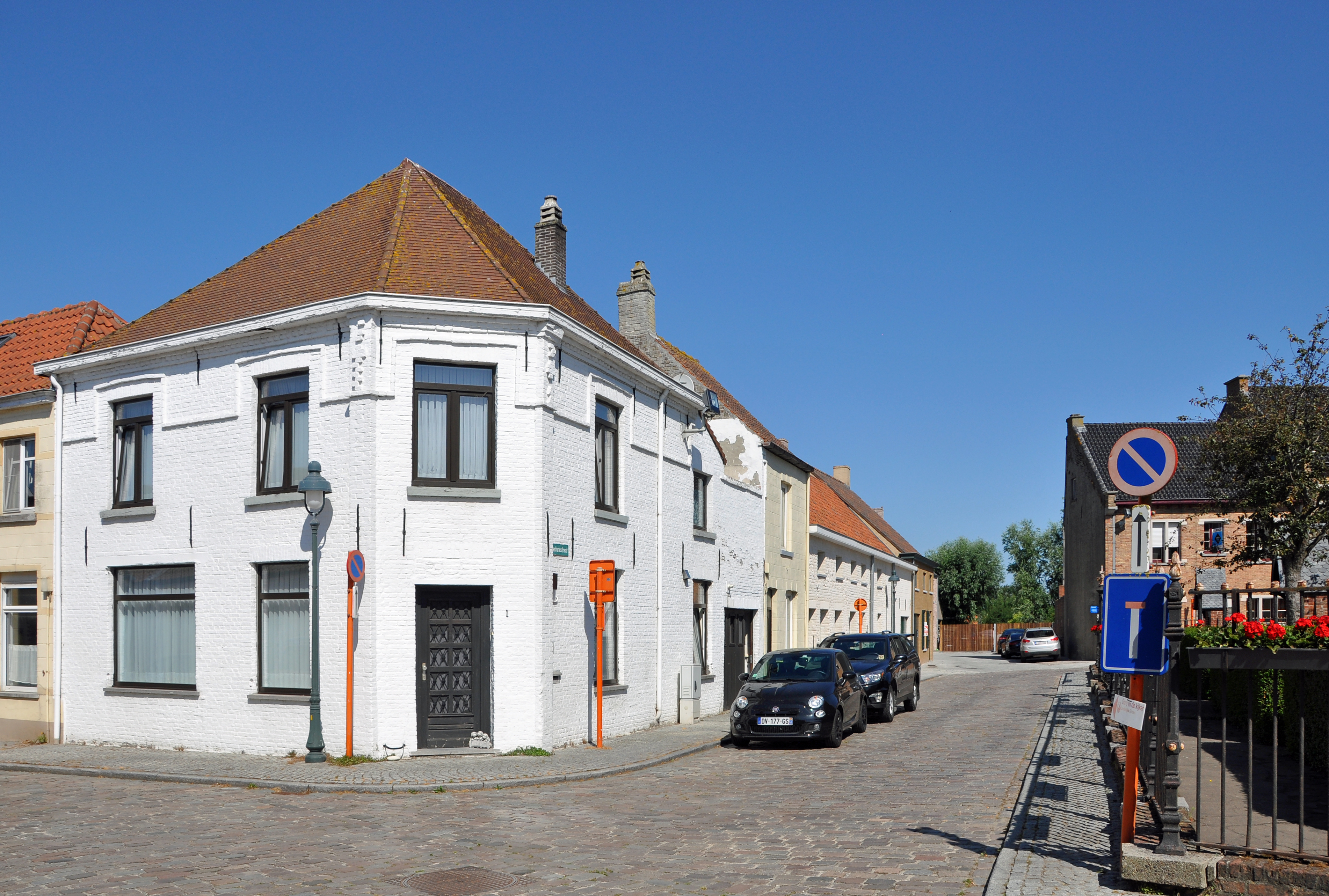
Pastoriestraat; het hoekhuis staat op de lijst met waardevol erfgoed
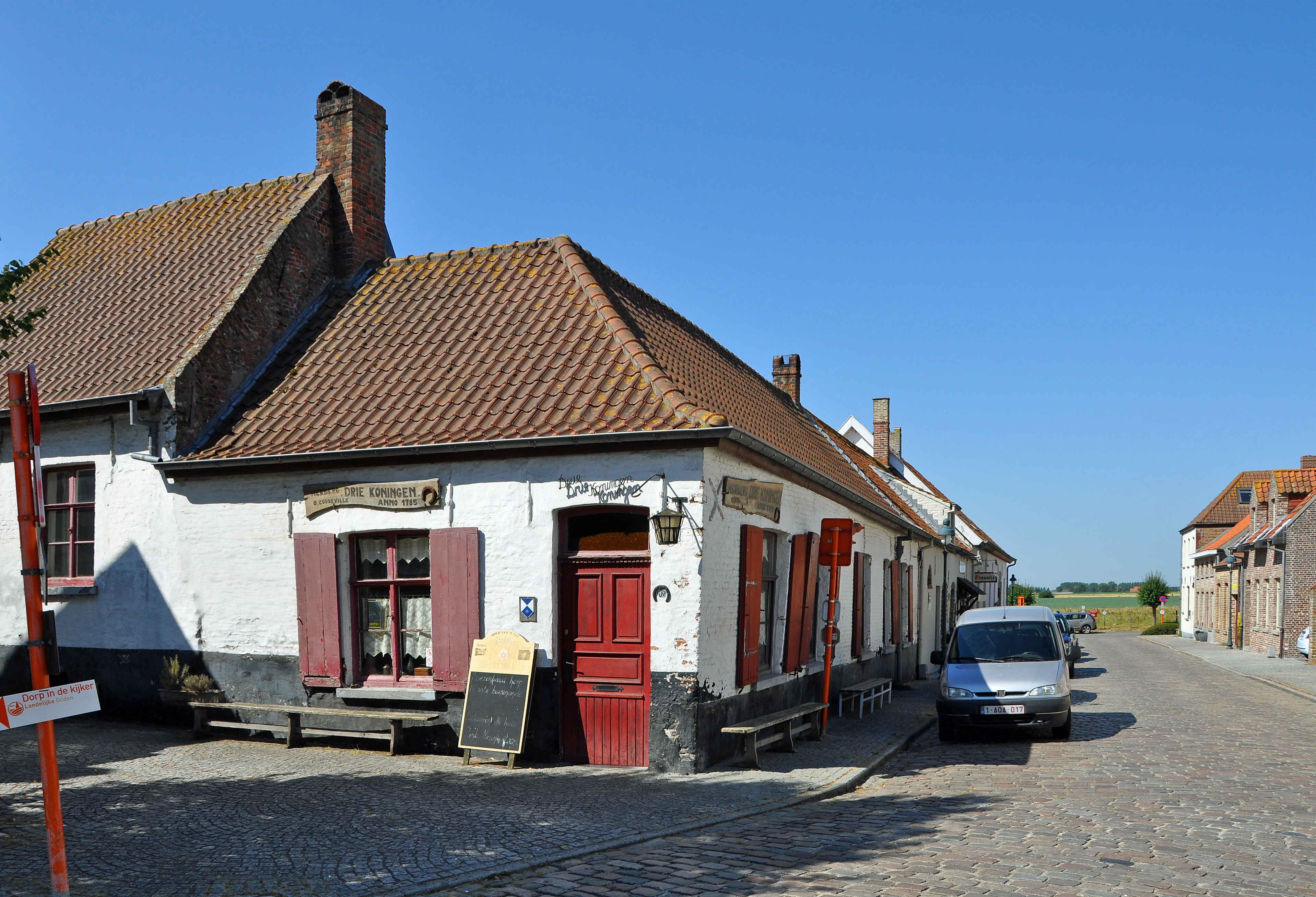
Herberg "De Drie Koningen", onderdeel van het beschermde dorpsgezicht
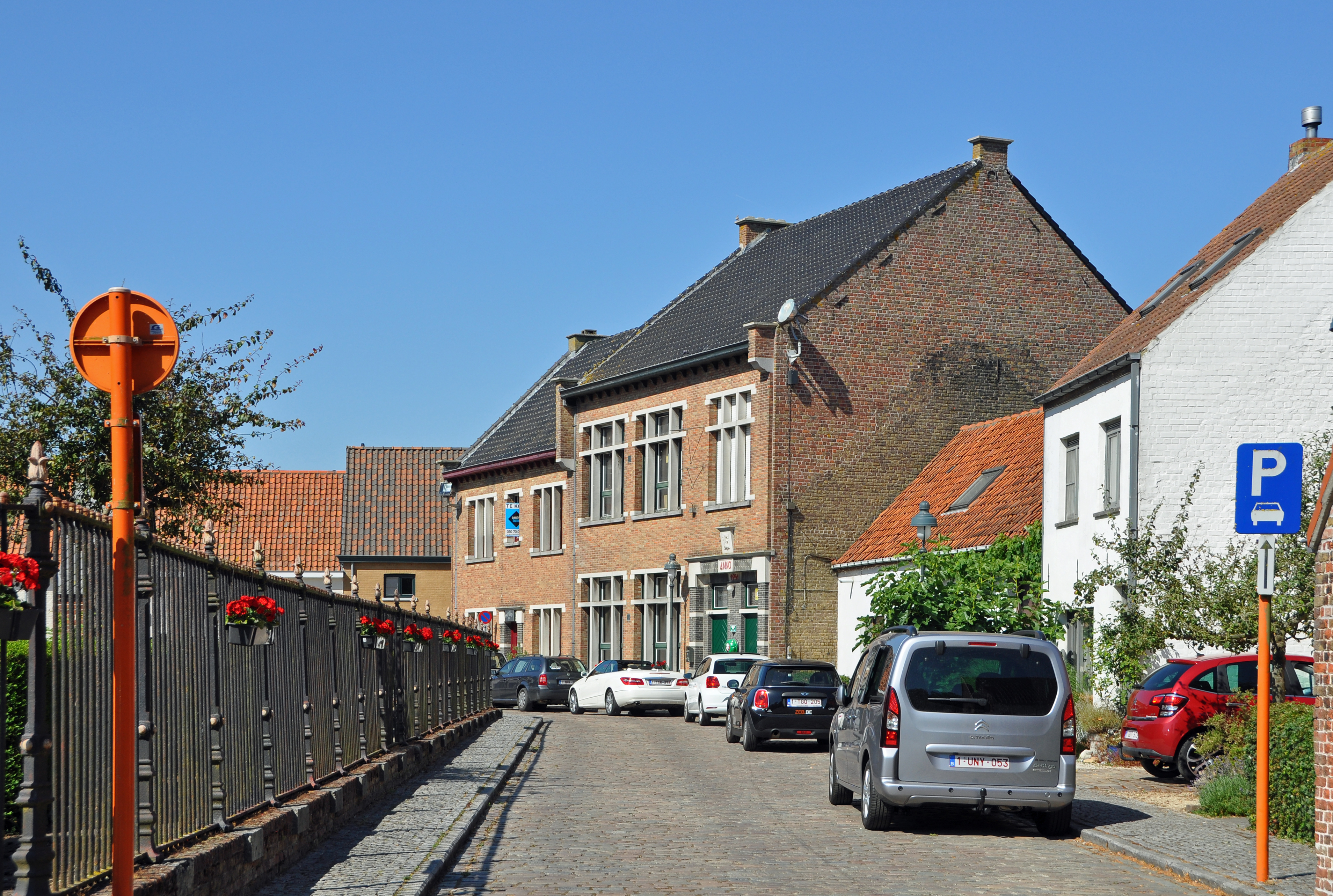
Pastoriestraat
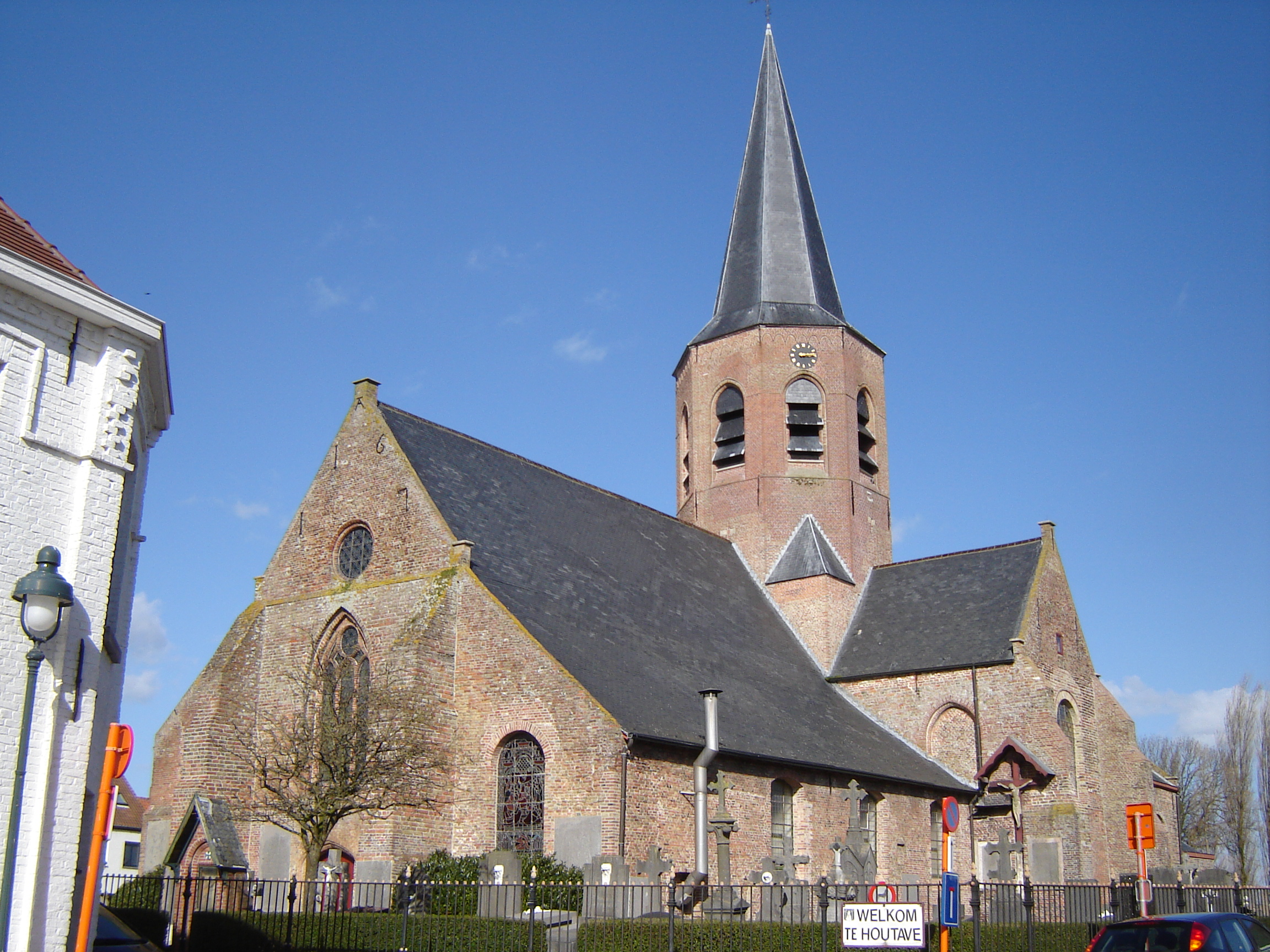
Sint-Bavo en Sint-Machutuskerk
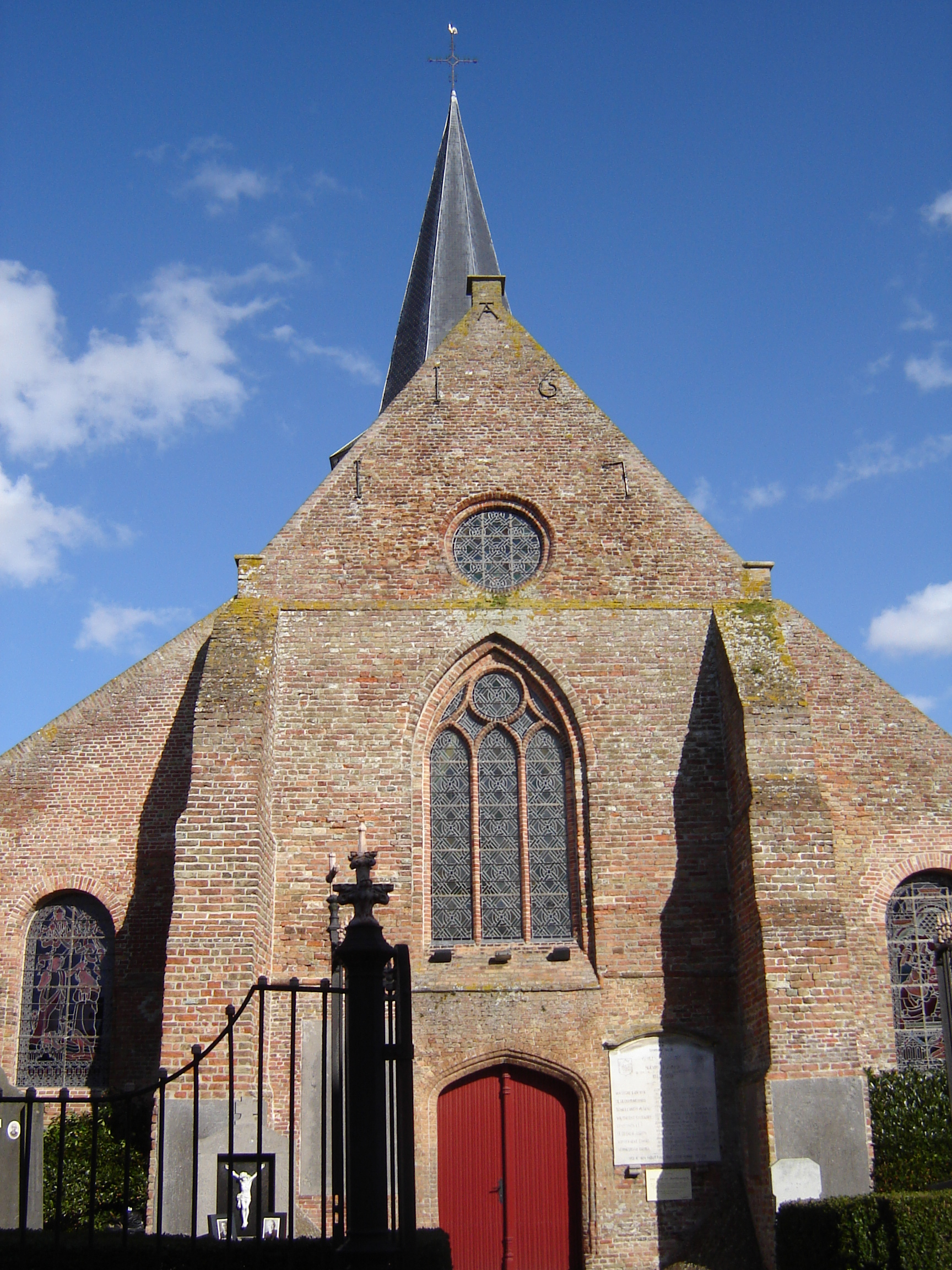
Voorgevel kerk
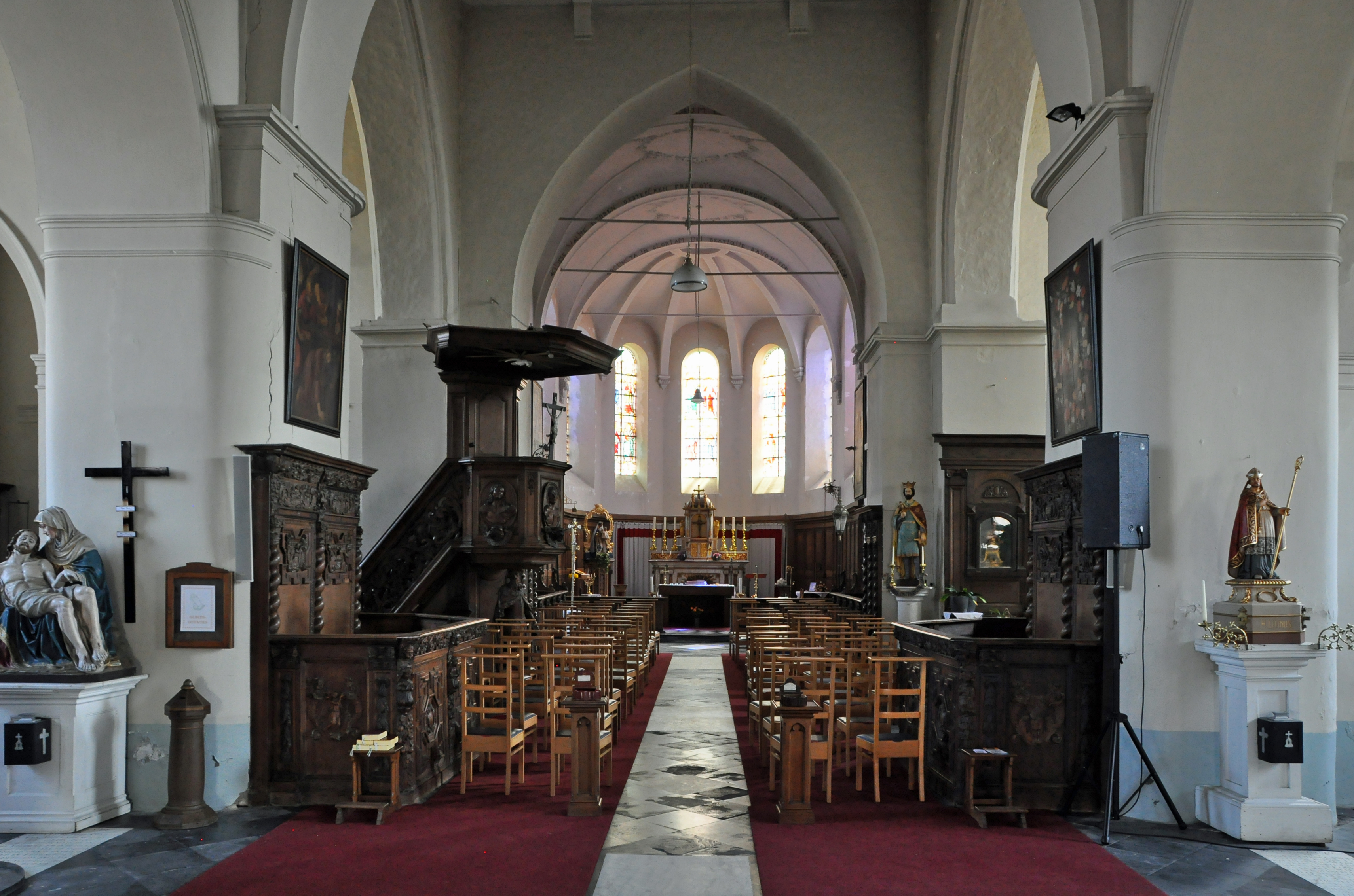
Interieur kerk

## Nabijgelegen kernen
Vlissegem, Stalhille, Varsenare, Meetkerke, Zuienkerke, Nieuwmunster